# オモチ
オモチはチャド北部のティベスティ州にある村である。イェビゲワジ (Yebbigué-)の南、ティベスティ山地北部に位置しており、州都バルダイからは東に130キロ、ンジャメナからは北北東に1066キロ離れている。ケッペンの気候区分によると砂漠気候に属する。

## 交通
オモチの最寄りの空港はバルダイにあるバルダイ・ゾウグラ空港である。